# Phyllonorycter myricella
Phyllonorycter myricella är en fjärilsart som beskrevs av Tosio Kumata 1995. Phyllonorycter myricella ingår i släktet guldmalar, och familjen styltmalar. Inga underarter finns listade i Catalogue of Life.